# Maxvorstadt
Maxvorstadt is een stadsdeel (Duits: Stadtbezirk) van de Duitse stad München, deelstaat Beieren.
Het district, soms ook aangeduid als district 3, is ontstaan na de herindeling van de districten van de stad in 1992 uit de samenvoegingen van de voormalige districten 5, 6 en 7 (Maxvorstadt Universiteit, Maxvorstadt-Königsplatz-Marsfeld en Maxvorstadt-Josephsplatz).
Een van de centrale assen van het stadsdeel wordt gevormd door de Ludwigstrasse in het zuiden uitlopend op de Odeonsplatz. Andere bekende pleinen zijn de Wittelsbacherplatz, de Karolinenplatz en de Königsplatz. Parallel aan de Ludwigstrasse loopt de Schleißheimer Straße. Daartussen bevindt zich onder meer het Kunstareal München, de museumwijk met de Alte Pinakothek, de Neue Pinakothek, het Beeldenpark van de Pinakotheken München, de Pinakothek der Moderne, de Städtische Galerie im Lenbachhaus, het Museum Brandhorst, de Türkentor, de Glyptothek München en de Staatliche Graphische Sammlung.
In Maxvorstadt bevinden zich de belangrijkste gebouwen van de Ludwig Maximilians-Universiteit en van de Technische Universiteit München. Het is ook de locatie van de Bayerische Staatsbibliothek en de Universitätsbibliothek der LMU München en de archieven Bayerische Hauptstaatsarchiv en Staatsarchiv München. In het oosten van het Stadtbezirk ligt de Bayerische Staatskanzlei.
In Maxvorstadt vindt men de Sint-Jozefkerk, de Ludwigskirche en de Markuskirche, evenals de Sint-Bonifatiusabdij.
Maxvorstadt is bereikbaar met het openbaar vervoer met de metro van München via de stations Königsplatz, Theresienstraße en Josephsplatz bediend door de U-Bahn lijn U2, het metrostation Universität op het traject van de metrolijnen U3 en U6 en het station  Stiglmaierplatz aan de lijn U1. Daarnaast aangevuld met bediening door de trajecten van de tramlijnen 16, 17, 20, 21, 27 en 28 en verschillende buslijnen.

## Bezienswaardigheden
- Bayerische Staatskanzlei
- Akademie der Bildenden Künste München, de oudste kunstacademie van Duitsland
- Alte Pinakothek
- Neue Pinakothek
- Beeldenpark van de Pinakotheken München

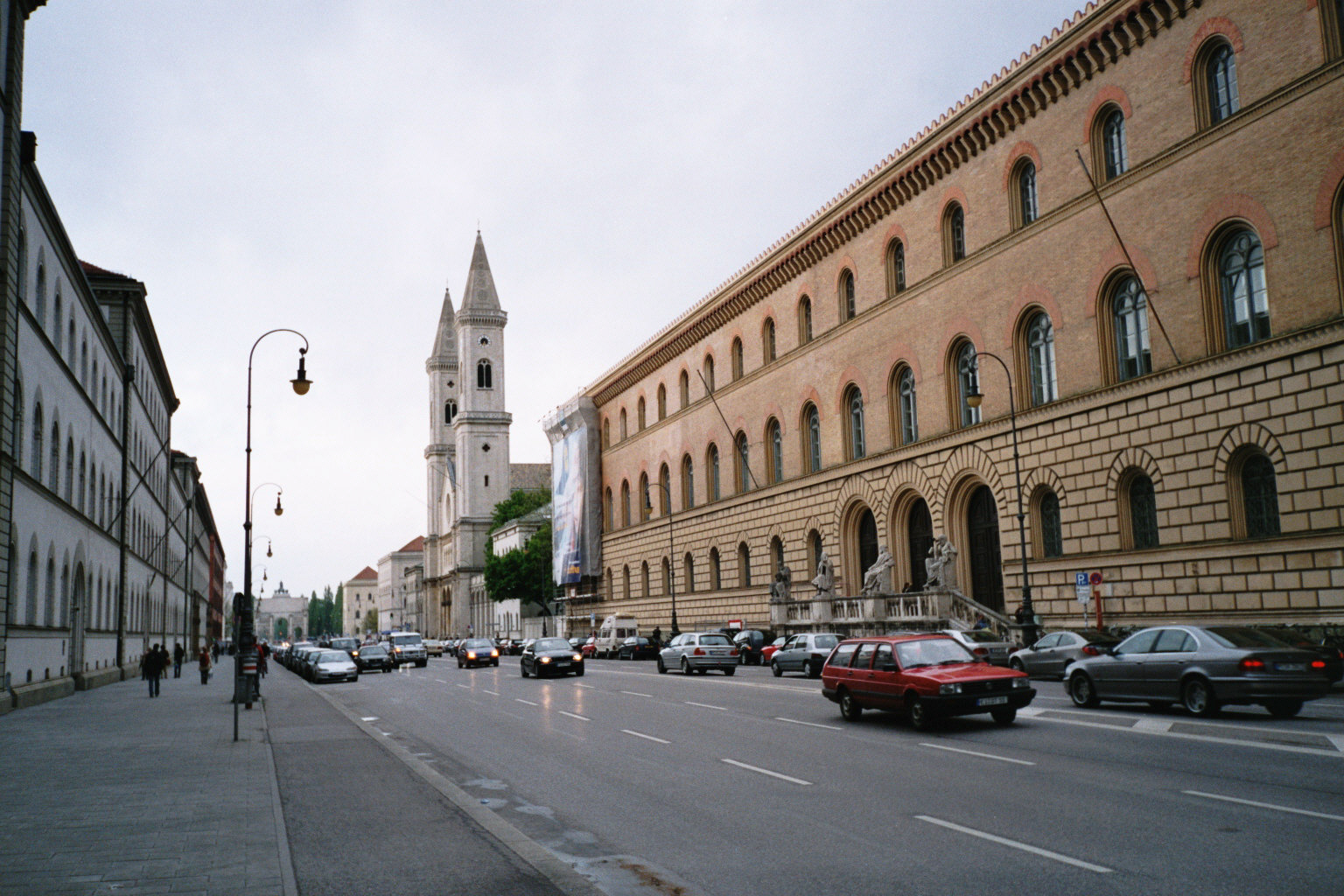
Ludwigstraße

- Pinakothek der Moderne
- Städtische Galerie im Lenbachhaus
- Museum Brandhorst
- Glyptothek München

Allach-Untermenzing · 
Altstadt-Lehel · 
Au-Haidhausen · 
Aubing-Lochhausen-Langwied · 
Berg am Laim · 
Bogenhausen · 
Feldmoching-Hasenbergl · 
Hadern · 
Laim · 
Ludwigsvorstadt-Isarvorstadt · 
Maxvorstadt · 
Milbertshofen-Am Hart · 
Moosach · 
Neuhausen-Nymphenburg · 
Obergiesing-Fasangarten · 
Pasing-Obermenzing · 
Ramersdorf-Perlach · 
Schwabing-Freimann · 
Schwabing-West · 
Schwanthalerhöhe · 
Sendling · 
Sendling-Westpark · 
Thalkirchen-Obersendling-Forstenried-Fürstenried-Solln · 
Trudering-Riem · 
Untergiesing-Harlaching